# Leon Andrzejewski
Leon Andrzejewski właśc. Leon Ajzef vel Lajb Wolf Ajzen (ur. 25 grudnia 1910 w Sawinie, zm. 18 stycznia 1978 w Warszawie) – działacz komunistyczny, uczestnik II  wojny światowej, funkcjonariusz aparatu bezpieczeństwa PRL.

## Życiorys
Urodzony w kupieckiej rodzinie pochodzenia żydowskiego. Syn Bencjona (Stefana) i Geni (Jadwigi). Ukończył trzy klasy gimnazjum w Łodzi. Był członkiem Komunistycznej Partii Polski (od 1928), Polskiej Partii Robotniczej i Polskiej Zjednoczonej Partii Robotniczej.
W latach 1929–1933 i 1934–1939 przebywał w więzieniu za przekonania. W czasie agresji III Rzeszy na Polskę służył w cywilnej obronie Warszawy. Następnie przebywał na terenach okupowanych przez ZSRR. We Lwowie działał w MOPR. Od połowy 1940 był kierownikiem wydziału w fabryce mydła, a w 1941 został przewodniczącym Komitetu Obwodowego Związku Zawodowego Pracowników Przemysłu Olejarsko-Mydlarskiego. Od sierpnia 1941 do maja 1942 służył w batalionie budowlanym (strojbatalionie), następnie był dyrektorem fabryki zapałek. Od maja 1943 oficer polityczny 1 DP im.Tadeusza Kościuszki. Szef Wydziału Polityczno-Wychowawczego w Centralnej Szkole Podchorążych w Riazaniu. Był wykładowcą na kursie NKWD w Kujbyszewie. Od 22 sierpnia 1944 był kierownikiem ochrony PKWN. Od 12 października 1944 do 19 czerwca 1946 był zastępcą kierownika Wydziału Personalnego Resortu Bezpieczeństwa Publicznego, jednocześnie dowódcą Szkoły Oficerskiej Urzędu Bezpieczeństwa.
W latach 1946–1948 pełnił funkcję dyrektora Gabinetu Ministra Bezpieczeństwa Publicznego, w okresie 1948–1949 zastępcy komendanta Centrum Wyszkolenia Ministerstwa Bezpieczeństwa Publicznego (MBP) w Legionowie, 1949–1953 wicedyrektora Departamentu IV MBP. Razem z Józefem Czaplickim nadzorował operację Cezary, która doprowadziła do zniszczenia podziemia antykomunistycznego.
W latach 1953–1954 p.o. dyrektora Departamentu III MBP. Następnie, do 1955 był jego wicedyrektorem. Od 1955 do 1956 pełnił taką funkcję w Departamencie IV Komitetu ds. Bezpieczeństwa Publicznego, a w latach 1956–1957 w Departamencie I Komitetu ds. BP. 30 stycznia 1957 został odwołany z funkcji. W MSW pracował do 1960. W 1962 objął funkcję Pełnomocnika Rządu ds. Wykorzystania Energii Jądrowej.
W związku małżeńskim z pisarką Krystyną Żywulską został ojcem Tadeusza.
Pochowany na cmentarzu Komunalnym Północnym na Wólce Węglowej (kwatera E-IV-2-3-4).

## Ordery i odznaczenia
- Order Sztandaru Pracy II klasy
- Order Krzyża Grunwaldu III klasy (10 października 1945)[5]